# Spalangia sulcifera
Spalangia sulcifera är en stekelart som beskrevs av Boucek 1963. Spalangia sulcifera ingår i släktet Spalangia och familjen puppglanssteklar.
Artens utbredningsområde är Madagaskar. Inga underarter finns listade i Catalogue of Life.